# Larry Lurex
Larry Lurex é o pseudônimo usado para um projeto musical realizado pelo dono da Trident Studios’ Robin Geoffrey Cable, no ano de 1972. Este título viria a ser o primeiro nome artístico do vocalista da banda Queen, Freddie Mercury.
Cable estava testando a técnica "Wall of Sound" criada por Phil Spector gravando assim um single com dois êxitos:
- "I Can Hear Music" (escrita por Jeff Barry, Ellie Greenwich e Phil Spector, que se tornou um sucesso com bandas The Ronettes e The Beach Boys)
- "Goin' Back" (escrita por Carole King e Gerry Goffin, que se tornou um sucesso pelo Dusty Springfield).

Cable pediu para que Freddie Mercury dos recém formados Queen cantasse as duas faixas, na mesma época que o Queen gravava seu primeiro álbum auto-intitulado. Mercury decidiu gravar as duas faixas com os companheiros de banda Roger Taylor e Brian May para encaixar percussão, guitarra e vocais de apoio nas gravações. (Dos quatro integrantes do Queen, apenas John Deacon não participou da gravação da primeira faixa). Em "Goin' Back", o Queen gravou com a sua formação oficial, incluindo Deacon.
As faixas foram reeditadas como um 7" vinil para a gravadora EMI no ano de 1973. Para alguns é considerado o primeiro lançamento do Queen.
Em 1995, um trecho de "Goin' Back" foi utilizado na parte final da canção "Mother Love" do Queen, no álbum Made in Heaven. As duas faixas foram inclusas nas coletâneas The Solo Collection e Lover of Life, Singer of Songs.